# Nasrallah
Nasrallah (àrab: نصر الله, Naṣr Allāh) és una ciutat de Tunísia al sud-oest de la governació de Kairuan, situada un 42 km al sud-oest de la ciutat de Kairuan. Es troba al peu del Djebel Echrahil, que s'aixeca al sud de la ciutat. La ciutat té uns 5.000 habitants i és capçalera d'una extensa delegació amb 39.750 habitants al cens del 2004.
Antigament el seu nom havia estat Sidi Alí ibn Nasr-Al·lah (àrab: سيدي علي بن نصر الله, Sīdī ʿAlī b. Naṣr Allāh).

## Economia
S'hi cultiva l'olivera.

## Administració
És el centre de la delegació o mutamadiyya homònima, amb codi geogràfic 41 59 (ISO 3166-2:TN-12), dividida en vuit sectors o imades:
- Nasrallah Centre (41 59 51)
- Nasrallah Banlieue (41 59 52)
- El Hmidet (41 59 53)
- El Fejij (41 59 54)
- Ettouila (41 59 55)
- El Manara (41 59 56)
- El Kabbara (41 59 57)
- EL Briket (41 59 58)

Al mateix temps, forma una municipalitat o baladiyya (codi geogràfic 41 18).